# 1948年上海
|        | 上海历史 |
| 世紀： | 19世紀上海 \| 20世紀上海 \| 21世紀上海                                                                                     |
| 年代： | 1910年代上海 \| 1920年代上海 \| 1930年代上海 \| 1940年代上海 \| 1950年代上海 \| 1960年代上海 \| 1970年代上海               |
| 年份： | 1944年上海 \| 1945年上海 \| 1946年上海 \| 1947年上海 \| 1948年上海 \| 1949年上海 \| 1950年上海 \| 1951年上海 \| 1952年上海 |
| 紀年： | 戊子年（鼠年）、上海开埠105周年、上海设市21周年                                                                            |

## 主要官员

### 参议会
- 议长：潘公展

### 政府
- 市长：吴国桢

### 法院
- 高等法院院长：郭云观
- 地方法院院长：

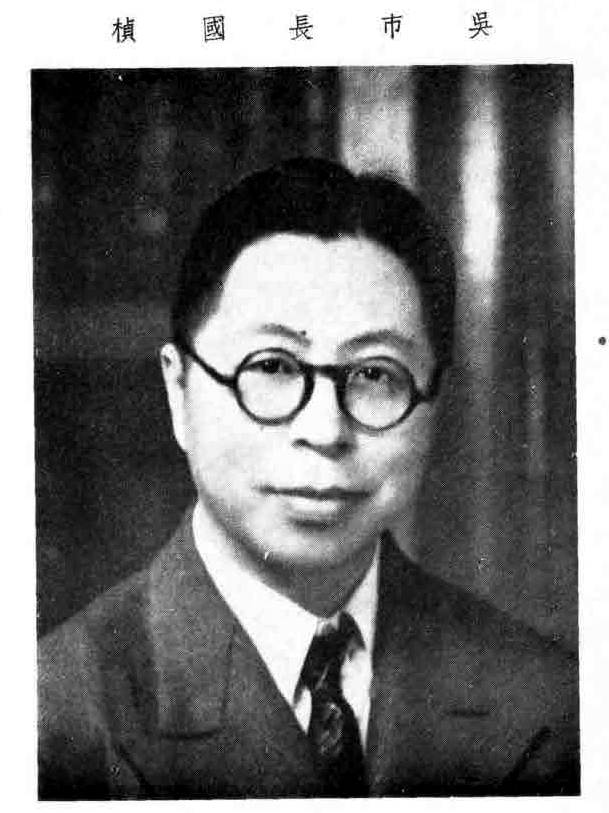
市长吴国桢
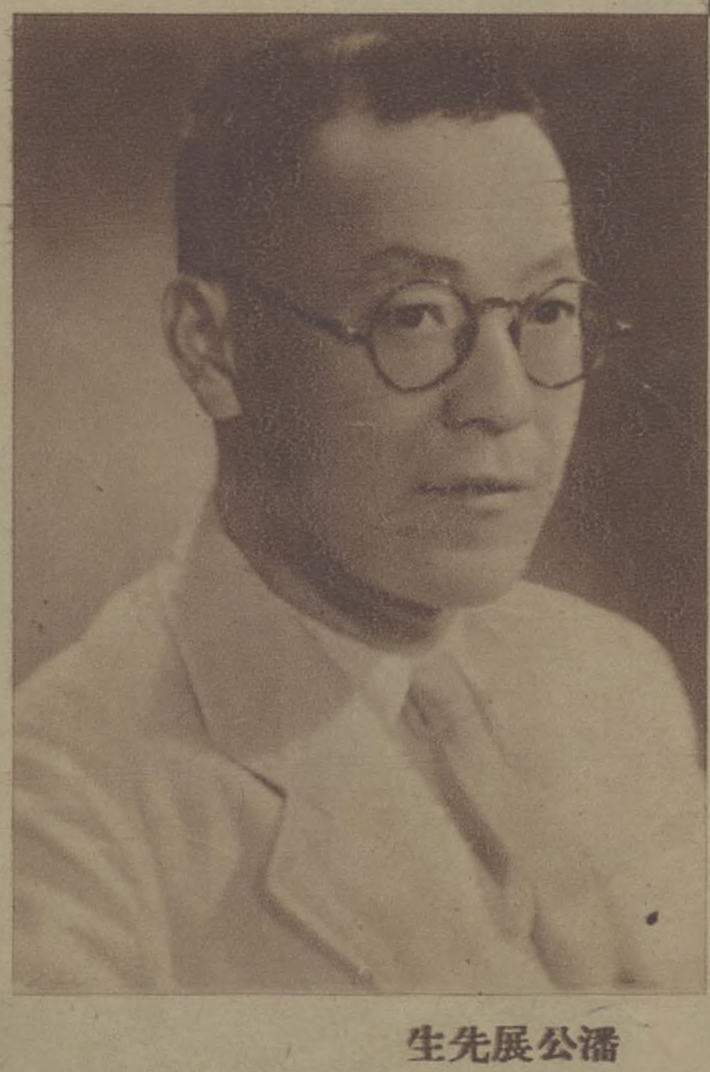
议长潘公展